# 优美囊螺
优美囊螺（学名：Retusa elegantissima）为凹塔螺科凹塔螺属的动物。

## 分佈
分布于日本、台湾岛以及中国大陆的台湾海峡西部、广东等地，属于暖水性种类。其一般栖息于潮下带数十米到水深140米砂质底。